# Апалина (Муреш)
Апалина (рум. Apalina) насеље је у Румунији у округу Муреш у општини Регин. Oпштина се налази на надморској висини од 359 m.

## Становништво
Према подацима из 2002. године у насељу је живело 2826 становника.

### Попис2002.
| Расподела становништва по националности 2002.‍ | Расподела становништва по националности 2002.‍ | Расподела становништва по националности 2002.‍ | Расподела становништва по националности 2002.‍ | Расподела становништва по националности 2002.‍ |
| --------------------------------------------- | --------------------------------------------- | --------------------------------------------- | --------------------------------------------- | --------------------------------------------- |
|                                               |                                               |                                               |                                               |                                               |
| Румуни                                        | Румуни                                        |                                               | 1.006                                         | 35,7%                                         |
| Мађари                                        | Мађари                                        |                                               | 781                                           | 27,7%                                         |
| Роми                                          | Роми                                          |                                               | 1.034                                         | 36,7%                                         |